# حادث طائرة سحابة الجنوب
طائرة سحابة الجنوب (بالإنجليزية: Southern Cloud) رقم تسجيلها هو (VH-UMF)، وهي واحدة من خمس طائرات Avro 618 Ten التابعة لشركة طيران محلية وتطير بخطوط داخلية يومية عبر مدن أستراليا أوائل الثلاثينات. وقد اقلعت من سيدني إلى ملبورن بتاريخ 21 مارس 1931 بالساعة 8:10 صباحا حاملة معها 6 ركاب واثنين من الطاقم، ولكنها لم تصل أبدا إلى وجهتها. فقد كان الطقس خلال الرحلة خطرا وأسوأ مما كان متوقعا. وقد فقدت في هذا اليوم واستمر البحث عنها لمدة 18 يوما وبمعاونة 20 طائرة ولكنهم لم يتمكنوا من العثور على حطام الطائرة المفقودة. وقد كانت أول حادثة جوية تصيب أستراليا. وقد انهارت الشركة بعدها بسنة بسبب تلك الحادثة وتراكم الخسائر.
استمر مصير سحابة الجنوب غامضا حتى اكتشف حطامها بالصدفة في 26 أكتوبر من عام 1958 أي بعد اختفائها بسبع وعشرين عاما. وكان موقع الحادث موجود بمنطقة كثيفة الأشجار بجبال سنووي الوعرة، حوالي 25 كم شرقي من خط سيدني - ملبورن الجوي. استنتجت التحقيقات بأن الطقس الرديء بوقت الرحلة قد ساهم بشكل كبير على اسقاطها.